# Crystal City Internment Camp
Crystal City Internment Camp, Crystal City interneringslejr, nær Crystal City i Texas, var en lejr som de amerikanske myndigheder drev i slutningen af Anden Verdenskrig til internering af personer af japansk, tysk eller italiensk herkomst. Lejren blev officielt lukket den 11. februar 1948.,,
Lejrens officielle navn var Crystal City Alien Enemy Detention Facility og blev drevet af Immigration and Naturalization Service.
Tyskere på flugt fra nazismen
Crystal City Internment Camp blev et sted, hvor især tyskere på flugt fra nazismen blev interneret i USA.
Efter Hitlers magtovertagelse forsøgte tusinder af tyskere og jøder at komme væk fra Tyskland. Nogle søgte til USA via Ellis Island ved New York. De blev amerikanere og integrerede sig.
Efter Japans uvarslede angreb på Hawaii 7. december 1941 erklærede Tyskland USA krig. Her skete der en forandring. Japanere, tyskere og italienere blev interneret i Texas i Camp Crystal City, selv små børn. De var upålidelige, man var i tvivl om, var de amerikanere? I slutningen af anden verdenskrig lykkedes det for det svenske skib MS Gripsholm (1925) under Røde Kors-flag at transportere tyske flygtninge den anden vej. De kom via Frankrig og Schweiz til München i Tyskland, hvor blev de anholdt, og fik fortalt ”er i rigtig kloge”. De var nu tyskere hjemvendt fra USA og blev betragtet som spioner.